# Stará Ves, Přerov
Stará Ves là một làng thuộc huyện Přerov, vùng Olomoucký, Cộng hòa Séc.